# انتخابات مبكرة
الانتخابات المبكرة هي انتخابات تُجرى قبل موعدها الذي سبق تحديده.
بشكل عام، تجري الانتخابات المبكرة في النظام البرلماني (عند حل البرلمان) لاتخاذ قرار بشأن قضية ملحة، في ظل الظروف التي لا يتطلب فيها القانون أو الأعراف إجراء انتخابات. تختلف الانتخابات المبكرة عن انتخابات سحب الثقة من حيث أنها تبدأ من قِبل السياسيين (عادة رئيس الحكومة أو الحزب الحاكم) بدلاً من الناخبين، وكذلك تختلف عن الانتخابات التكميلية حيث أن الفائز فيها يستمر لفترة ولاية كاملة على عكس التكميلية التي يقضي فيها الفائز المدة الباقية فقط. يمكن أيضًا الدعوة إلى انتخابات مبكرة في بعض الولايات القضائية بعد حل الائتلاف الحاكم إذا تعذر تشكيل ائتلاف بديل خلال المهلة المحددة دستوريًا.
نظرًا لأن سلطة الدعوة إلى انتخابات مبكرة (حل البرلمان) تقع عادةً على عاتق مَن في الحُكم، فإنها غالبًا ما تؤدي إلى زيادة الأغلبية للحزب الموجود بالفعل في السلطة شريطة أن تجري في وقت مناسب. ومع ذلك، يمكن أن تأتي الانتخابات المبكرة بنتائج عكسية على الحزب الحاكم، مما يؤدي إلى انخفاض الأغلبية أو في بعض الحالات فوز المعارضة بالسلطة.
بشكل عام، لا يتمتع رئيس الوزراء في ظل هذه الأنظمة بالسلطة القانونية للدعوة إلى انتخابات، بل يجب عليه أن يطلب الدعوة إلى الانتخابات من قِبل رئيس الدولة. في معظم البلدان، يوافق رئيس الدولة دائمًا تقريبًا على مثل هذا الطلب.

## الأمريكتان

### بليز
وفقًا للمادة 84 من دستور بليز، يجب حل الجمعية الوطنية «بعد خمس سنوات من تاريخ اجتماع مجلسي الجمعية الوطنية السابقة لأول مرة» ما لم يتم حلها عاجلاً من قبل الحاكم العام لبليز بناءً على مشورة رئيس الوزراء.
منذ حصول بليز على استقلالها عن بريطانيا في سبتمبر 1981، تمت الدعوة لإجراء انتخابات مبكرة مرتين، في عامي 1993 و 2012. في مارس 2015، استبعد رئيس وزراء بليز دين بارو إمكانية إجراء انتخابات مبكرة في وقت لاحق من العام. في الانتخابات العامة في نوفمبر 2015، زاد الحزب الديمقراطي المتحد الذي ينتمي إليه رئيس الوزراء بارو أغلبيته بنسبة 9%، وشكل حكومته الثالثة على التوالي.

### كندا
في كندا، تعتبر الانتخابات المبكرة على المستوى الفيدرالي أمرًا شائعًا. خلال السنوات العشر التي قضاها جان كريتيان في منصب الحاكم العام قام بالدعوة إلى انتخابات مبكرة، في 1997 و 2000، وفاز في المرتين. بينما خسر كل من ويلفريد لورييه وجون تورنر رئاسة الوزراء في انتخابات مبكرة دعوا إليها (في عامي 1911 و 1984 على التوالي). كانت الانتخابات الفيدرالية الأكثر بروزًا هي انتخابات عام 1958، حيث دعا رئيس الوزراء جون ديفينبيكر إلى إجراء انتخابات بعد تسعة أشهر فقط من الانتخابات السابقة وحوَّل حكومة الأقلية التي ينتمي إليها إلى أكبر أغلبية في تاريخ كندا حتى ذلك التاريخ.
كما تمت الدعوة لإجراء انتخابات مبكرة في مقاطعة أونتاريو عام 1990، بعد ثلاث سنوات من ولاية رئيس الوزراء ديفيد بيترسون. كان بيترسون قد حصل على 54٪ من الاقتراع، وهي أقل من ذروة شعبيته ولكنها لا تزال أعلى بكثير من قادة أحزاب المعارضة، وكان يتوقع إعادة انتخابه بأغلبية مريحة. ومع ذلك، جاءت الانتخابات المبكرة بنتائج عكسية حيث تم تفسيرها على أنها علامة على الغطرسة، حيث نظر إليها البعض باستخفاف على أنها محاولة للفوز بتفويض آخر قبل حدوث ركود اقتصادي متوقع. في أكبر اضطراب في تاريخ أونتاريو، فاز الحزب الديمقراطي الجديد بقيادة بوب راي بحكومة أغلبية غير مسبوقة بينما خسر بيترسون مقعده أمام مرشح الحزب الوطني الديمقراطي الصاعد. حدثت نتيجة مماثلة في ألبرتا في عام 2015 عندما دعا رئيس الوزراء جيم برينتيس من حزب المحافظين التقدميين الحاكم إلى إجراء انتخابات مبكرة. كانت المقاطعة تدخل في حالة ركود اقتصادي بسبب الانخفاض المفاجئ في أسعار النفط، ولم يتم استقبال ميزانية برنتيس بشكل جيد من قبل اليسار السياسي أو اليمين. أدى فوز الحزب الديمقراطي الجديد بأغلبية الأصوات إلى إزاحة 13 وزيراً وإنهاء 44 عامًا من حكومة المحافظين التقدمية في ألبرتا.

### بيرو
يسمح دستور بيرو بحل الكونغرس من قِبل الرئيس إذا جرى تمرير تصويت بحجب الثقة ثلاث مرات من قبل الهيئة التشريعية، ويكون أمامه أربعة أشهر للدعوة إلى انتخابات برلمانية جديدة أو يواجه المساءلة. أُعلن عن الانتخابات البرلمانية لعام 2020 في بيرو بعد أن حل الرئيس مارتين فيزكارا الكونجرس.

### فنزويلا
- الانتخابات الرئاسية الفنزويلية 2018 : كان الموعد الأصلي للانتخابات مقررًا في ديسمبر 2018،[7] لكن جرى تأجيله إلى 22 أبريل 2018،[8] ثم تأجل لأسابيع إضافية حتى مايو 2018.[9]

## آسيا وأوقيانوسيا

### أستراليا
هناك ثلاثة إجراءات يمكن من خلالها إجراء الانتخابات في وقت مبكر في أستراليا:
- المدة القصوى لمجلس النواب الأسترالي هي 3 سنوات. ومع ذلك، يمكن للمجلس الانتظار عدة أشهر بعد الانتخابات لعقد جلسته الأولى، في حين أن هناك حاجة إلى فترة حملة انتخابية لا تقل عن 33 يومًا بين تاريخ الدعوة وإجراء الانتخابات، ومن المعتاد أن يتم حل المجلس مبكرًا من قِبل الحاكم العام قبل انتهاء مدته، ويتم ذلك بناءً على طلب من رئيس الوزراء.
- يتغير نصف مجلس الشيوخ الأسترالي (باستثناء المقاعد التي تمثل الأقاليم) كل ثلاث سنوات في يوليو. يجب إجراء انتخابات التجديد النصفي لمدة تصل إلى عام قبل حلول موعدها، في تاريخ تحدده الحكومة. بموجب الاتفاقية، عادة ما تُجرى انتخابات المجلسين في نفس اليوم. إذا تم إجراء انتخابات مجلس الشيوخ السابقة بالقرب من التغيير، فيمكن إجراء انتخابات مجلس الشيوخ التالية بشكل ملحوظ في وقت مبكر.
- قد يُطلب حل مزدوج لحل الخلاف بين المجلسين، وفي هذه الحالة يُنتخب كامل أعضاء المجلسين. يتطلب ذلك رفض مجلس الشيوخ مرتين على الأقل لمشروع قانون نشأ في مجلس النواب (غالبًا ما يطلق عليه «المشغل») بشروط معينة. في هذه الحالة، يجري التغيير التالي في مجلس الشيوخ في الشهر الثاني من شهر يوليو بعد الانتخابات، بينما يبدأ مجلس النواب فترة ولاية جديدة مدتها 3 سنوات.

أمثلة على الانتخابات المبكرة في أستراليا:
- انتخابات عام 1963 : دعا رئيس الوزراء الليبرالي روبرت مينزيس إلى إجراء انتخابات مبكرة لمجلس النواب لأن الحكومة كانت تعاني بسبب الحكم بأغلبية ضيقة بمقعدين في المجلس. نجحت الحكومة في الحصول على 10 مقاعد. أدت هذه الانتخابات المبكرة إلى عدم التزامن بين انتخابات مجلسي النواب والشيوخ حتى عام 1974.
- انتخابات 1974 : ركزت انتخابات الحل المزدوج على أول سنة ونصف لرئيس الوزراء العمالي غوف وايتلام في منصبه وما إذا كان الجمهور الأسترالي على استعداد لمواصلة أجندته الإصلاحية، وكذلك لكسر الجمود في مجلس الشيوخ بعد أن أعلن زعيم المعارضة بيلي سنيدن أن المعارضة ستمنع فواتير الإمداد للحكومة في مجلس الشيوخ بعد قضية جير. عادت حكومة وايتلام لاحقًا بأغلبية مخفضة في مجلس النواب، ولكن كان لها تواجدًا متزايدًا (لكن بدون أغلبية) في مجلس الشيوخ، مما سمح للحكومة بتمرير ستة مشاريع قوانين إصلاحية في جلسة مشتركة لمجلسي البرلمان الأسترالي.
- انتخابات 1975 : جاءت الانتخابات في أعقاب إقالة الحاكم العام السير جون كير المثير للجدل لحكومة وايتلام في الأزمة الدستورية لعام 1975 وتنصيب زعيم المعارضة مالكولم فريزر رئيسًا للوزراء. اعتقد حزب العمل أن لديه فرصة للفوز في الانتخابات، وأن الفصل سيكون رصيدًا انتخابيًا لهم، لكن التحالف هاجم حزب العمل بسبب الظروف الاقتصادية التي ترأسها، مما أدى إلى فوز الائتلاف بفوز قياسي بـ 91 مقعدًا في مجلس النواب. من النواب في حزب ALP البالغ عددهم 36 وأغلبية 35-27 في مجلس الشيوخ الموسع.
- انتخابات 1983 : في حين أن الانتخابات لم تكن مقررة لمدة سبعة أشهر أخرى، إلا أن مالكولم فريزر قد شجعه الانتصار غير المتوقع في عام 1982 في الانتخابات التي كان من المتوقع أن يخسرها حزبه الليبرالي. سعى فريزر أيضًا إلى استغلال الانقسامات في حزب العمال المعارض، وتفاجأ عندما علم أن بوب هوك الشهير قد فاز بقيادة حزب العمال في اليوم الذي سعى فيه إلى حل حزب العمال. في نهاية المطاف، فاز حزب العمل بالسلطة وهزم حكومة فريزر، وهي أكبر هزيمة لحكومة قائمة منذ عام 1949، وأسوأ هزيمة لحكومة قائمة غير عمالية على الإطلاق.
- انتخابات 1984 : أجريت هذه الانتخابات قبل 18 شهرًا من موعدها لإعادة انتخابات مجلسي النواب والشيوخ إلى مسارها الصحيح. حيث كان هانك عدم تزامن بسبب الحل المزدوج عام 1983. كان من المتوقع على نطاق واسع أن يتم إعادة انتخاب حكومة حزب العمال الحالية بسهولة، ولكن الحملة الانتخابية الطويلة بشكل استثنائي لمدة 10 أسابيع، والارتباك حول أوراق الاقتراع والأداء القوي للحملة من قبل الزعيم الليبرالي أندرو بيكوك، أدى إلى تراجع أغلبية الحكومة (بالرغم من أن ذلك لم يظهر بسبب زيادة عدد الأعضاء من 125 إلى 148).
- انتخابات 1998 : أجريت انتخابات 3 أكتوبر 1998 قبل ستة أشهر مما يقتضيه الدستور. أصدر رئيس الوزراء جون هوارد هذا الإعلان بعد إطلاق سياسة ضريبة السلع والخدمات (GST) التابعة للائتلاف وحملة إعلانية مدتها خمسة أسابيع. الانتخابات التي تلت ذلك سيطرت عليها بالكامل تقريبًا ضريبة السلع والخدمات المقترحة بنسبة 10٪ والتخفيضات المقترحة في ضريبة الدخل.
- انتخابات 2010 : أجريت الانتخابات الفيدرالية يوم السبت، 21 أغسطس 2010، والتي تمت تسميتها في وقت مبكر نسبيًا من أجل منح تفويضًا أكبر لرئيسة الوزراء جوليا جيلارد - التي فازت برئاسة الوزراء خارج الانتخابات من كيفن رود. اخرجت الانتخابات «برلمانًا معلقًا»، ونتيجة لذلك احتفظ العمال بأغلبية في مجلس النواب بعد مفاوضات مع المستقلين وحزب الخضر الأسترالي.

### بنجلاديش
بعد انتهاء ولاية حزب خالدة ضياء الوطني البنغلاديشي لمدة خمس سنوات في يناير 1996، ذهبت البلاد إلى صناديق الاقتراع في 15 فبراير 1996، حيث قاطعت الانتخابات من قبل جميع أحزاب المعارضة الرئيسية بما في ذلك المنافس اللدود لحزب بنجلادش الوطني الشيخة حسينة، منرابطة عوامي. وكانت المعارضة قد طالبت بحكومة انتقالية محايدة للإشراف على الانتخابات، لكن الحكومة الحالية رفضت ذلك وسارت الانتخابات كما هو مقرر. فاز حزب بنجلادش الوطني بشكل افتراضي، حيث حصل على 300 مقعد في مجلس النواب وتولى السلطة. لم تقبل رابطة عوامي وحلفاؤها النتائج ودعت إلى إضراب عام لمدة شهر وحصار للإطاحة بحكومة حزب بنجلادش الوطني. وشاب الإضراب العام أعمال عنف دامية بما في ذلك هجوم بالقنابل اليدوية على مقر رابطة عوامي أسفر عن مقتل العشرات. من ناحية أخرى، ألغت المحكمة العليا نتائج الانتخابات مما أجبر حكومة الحزب الوطني البنغلاديشي على تعديل الدستور في جلسة برلمانية خاصة بإدخال نظام حكومة تصريف الأعمال كجزء من الإصلاح الانتخابي. في نهاية المطاف، أطيح بحكومة حزب بنجلادش الوطني حيث استقال أعضاء الحكومة في 31 مارس 1996، وسلموا السلطة إلى حكومة تصريف الأعمال. ظلت حكومة تصريف الأعمال في السلطة لمدة 90 يومًا قبل إجراء انتخابات جديدة. ثم أجريت انتخابات مبكرة في 12 يونيو 1996، حيث فازت رابطة عوامي بأغلبية بسيطة وبقيت في السلطة لمدة خمس سنوات تالية.

### الهند
- الانتخابات العامة لعام 1998 : أجريت الانتخابات العامة في الهند في عام 1998، بعد انهيار الحكومة المنتخبة في عام 1996 وعقد اجتماع لوك سابها الثاني عشر. تمت الدعوة إلى انتخابات جديدة عندما غادر المؤتمر الوطني الهندي (INC) حكومة الجبهة المتحدة بقيادة أندر كمار كجرال، بعد أن رفضوا إسقاط حزب Dravida Munnetra Kazhagam (DMK) الإقليمي من الحكومة بعد اتهام لجنة تحقيق بسريلانكا لحزب DMK بأنه على علاقة مع الانفصاليين المتهمين بقتل راجيف غاندي.[10] كما كانت نتيجة الانتخابات الجديدة غير حاسمة، حيث لم يتمكن أي حزب أو تحالف من تشكيل أغلبية قوية. على الرغم من احتفاظ أتال بيهاري فاجبايي من حزب بهاراتيا جاناتا بمنصبه رئيسًا للوزراء حيث حصل على دعم من 286 عضوًا من أصل 545، انهارت الحكومة مرة أخرى في أواخر عام 1998 عندما سحب AIADMK، بمقاعده الـ 18، دعمه، مما أدى إلى انتخابات جديدة في عام 1999.
- الانتخابات العامة 1999 : أجريت الانتخابات العامة في الهند في الفترة من 5 سبتمبر إلى 3 أكتوبر 1999، بعد أشهر قليلة من حرب كارجيل. تعتبر انتخابات لوك سابها الثالثة عشرة ذات أهمية تاريخية لأنها كانت المرة الأولى التي تمكنت فيها جبهة موحدة من الأحزاب من تحقيق الأغلبية وتشكيل حكومة استمرت لولاية كاملة مدتها خمس سنوات، وبذلك أنهت فترة من عدم الاستقرار السياسي على المستوى الوطني. اتسمت بثلاث انتخابات عامة أجريت خلال عدة سنوات.

في 17 أبريل 1999، فشلت الحكومة الائتلافية لحزب بهاراتيا جاناتا (BJP) بقيادة رئيس الوزراء أتال بيهاري فاجبايي في الفوز بتصويت الثقة في لوك سابها (مجلس النواب الهندي)، ولم يتم التصويت عليها مرة واحدة بسبب انسحاب أحد شركاء الحكومة في التحالف - All India Anna Dravida Munnetra Kazhagam (AIADMK). وهددتجايالاليثا، زعيمة منظمة AIADMK، باستمرار سحب دعمها من الائتلاف الحاكم إذا لم يتم تلبية مطالب معينة، ولا سيما إقالة حكومة تاميل نادو، التي كانت قد خسرتها قبل ثلاث سنوات. واتهم حزب بهاراتيا جاناتا جايالاليثا بتقديم المطالب من أجل تجنب المثول للمحاكمة على سلسلة من تهم الفساد، ولم يتم التوصل إلى اتفاق بين الطرفين يؤدي إلى هزيمة الحكومة.
لم تتمكن سونيا غاندي، كقائدة للمعارضة وأكبر حزب معارض (المؤتمر الوطني الهندي) من تشكيل ائتلاف من الأحزاب بحيث يكون كبيرًا بما يكفي لتأمين أغلبية عاملة في المجلس. وهكذا بعد فترة وجيزة من اقتراح سحب الثقة، حل الرئيس ك.ر. نارايانان البرلمان ودعا إلى انتخابات جديدة. ظل أتال بيهاري فاجبايي رئيسًا للوزراء مؤقتًا حتى إجراء الانتخابات في وقت لاحق من ذلك العام.

### اليابان
في اليابان، يتم إجراء انتخابات مبكرة عندما يحل رئيس الوزراء مجلس النواب في البرلمان الياباني. يستند القانون إلى المادة 7 من دستور اليابان، والتي يمكن تفسيرها على أنها تنص على أن لرئيس الوزراء سلطة حل مجلس النواب بعد تقديم المشورة للإمبراطور. كانت جميع الانتخابات العامة لمجلس النواب تقريبًا انتخابات مبكرة منذ عام 1947، عندما تم سن الدستور الحالي. كان الاستثناء الوحيد هو انتخابات 1976، عندما تم عزل رئيس الوزراء تاكيو ميكي داخل حزبه الديمقراطي الليبرالي. عارض غالبية السياسيين في الحزب الليبرالي قرار ميكي بعدم حل مجلس النواب حتى نهاية فترته التي تبلغ 4 سنوات.

### نيوزيلاندا
يجب إجراء انتخابات نيوزيلندا كل ثلاث سنوات، ويتم تحديد موعدها من قبل رئيس الوزراء. أجريت ثلاث انتخابات مبكرة في أعوام 1951 و 1984 و 2002.
- جرت الانتخابات المبكرة لعام 1951 مباشرة بعد نزاع الواجهة البحرية عام 1951، حيث انحازت حكومة الحزب الوطني إلى جانب شركات الشحن ضد تشدد الاتحاد، في حين راوغت المعارضة العمالية وبالتالي أزعجت كلا الجانبين. عادت الحكومة بأغلبية متزايدة.
- حدثت الانتخابات المبكرة لعام 1984 خلال فترة كانت فيها حكومة الحزب الوطني تتمتع بأغلبية مقعد واحد فقط. فلم يصبر رئيس الوزراء روبرت مولدون على عصيان النواب ودعا إلى إجراء انتخابات، وأعلنها على شاشة التلفزيون بينما كان واضحًا في حالة سُكر. خسرت حكومة مولدون فيما بعد وتولى حزب العمل السلطة.
- انتخابات عام 2002. في 12 يونيو 2002، أعلنت رئيسة وزراء حزب العمال هيلين كلارك أن البلاد ستجري انتخابات عامة في 27 يوليو 2002. زعمت كلارك أن إجراء اقتراع مبكر كان ضروريًا بسبب انهيار شريكها الأصغر في الائتلاف. تسببت هذه الانتخابات المبكرة في تعليق كبير للبرلمان. ادعى النقاد أنه كان بإمكان كلارك الاستمرار في الحكم، وأنه تمت الدعوة لإجراء انتخابات مبكرة للاستفادة من موقع حزب العمال القوي في استطلاعات الرأي.[13] لم يكن الحزب الوطني مستعدًا للانتخابات وعانى من أسوأ نتيجة له على الإطلاق (20.9٪ من أصوات الحزب)، وعادت الحكومة بأغلبية متزايدة.

### باكستان
- الانتخابات العامة لعام 1990 : فاز حزب الشعب الباكستاني بقيادة بينظير بوتو بأغلبية المقاعد في انتخابات عام 1988 وأصبحت بوتو رئيسة للوزراء. ومع ذلك، بحلول عام 1990، كان هناك استياء من تزايد الفوضى ومزاعم الفساد وفشل الحكومة في الوفاء بالوعود التي قطعتها خلال حملة عام 1988.[14]
- الانتخابات العامة 1993 : فازت الرابطة الإسلامية الباكستانية (ن) في انتخابات عام 1990 وأصبح زعيم الحزب نواز شريف رئيسًا للوزراء. في أوائل عام 1993 حاول تجريد الرئيس من سلطة إقالة رئيس الوزراء والجمعية الوطنية والمجالس الإقليمية.[15] ومع ذلك، في أبريل 1993 أقال الرئيس خان حكومة شريف بتهمة الفساد ودعا لإجراء انتخابات 14 يوليو بعد حل الجمعية الوطنية.[16] استأنف شريف على الفور أمام المحكمة العليا، التي حكمت في مايو بأغلبية 10 إلى 1 بأن خان قد تجاوز سلطاته وبالتالي أعاد شريف كرئيس للوزراء.[17]

ثم بدأ خان وشريف الصراع للسيطرة على باكستان خلال الشهرين التاليين. كلاهما حاول تأمين السيطرة على المجالس الإقليمية وعلى وجه الخصوص، البنجاب. في البنجاب، جرى الصراع على مراحل ونقل 130 عضوًا من جمعية البنجاب إلى العاصمة لضمان بقائهم موالين لشريف. في غضون ذلك، هددت زعيمة حزب المعارضة الرئيسي بينظير بوتو بقيادة مسيرة إلى إسلام أباد ما لم تتم الدعوة لانتخابات جديدة.
أخيرًا في 18 يوليو، وتحت ضغط من الجيش لحل الصراع على السلطة، استقال شريف وخان من منصبي رئيس الوزراء والرئيس على التوالي. ودُعي إلى إجراء انتخابات الجمعية الوطنية في 6 أكتوبر، على أن تجري انتخابات المجالس الإقليمية بعد ذلك بوقت قصير.
- الانتخابات العامة لعام 1997 : فاز حزب الشعب الباكستاني بأكبر عدد من المقاعد في انتخابات 1993 وأصبحت بينظير بوتو رئيسة للوزراء على رأس حكومة ائتلافية.[20] ومع ذلك، في 5 نوفمبر 1996، قام الرئيس ليغاري، وهو حليف سابق لبوتو،[21] بإقالة الحكومة قبل عامين بزعم الفساد وإساءة استخدام السلطة.[22] وشملت المزاعم سوء الإدارة المالية، والفشل في وقف عمليات القتل على أيدي الشرطة، والقضاء على استقلال القضاء، وانتهاك الدستور.[23] تم اعتقال عدد من أعضاء حزب الشعب الباكستاني، بما في ذلك زوج بوتو، آصف علي زرداري، المتهم بتلقي عمولات لترتيب صفقات رسمية.

عُيِّن ميراج خالد رئيسًا مؤقتًا للوزراء، وهو رئيس سابق وعضو في حزب الشعب الباكستاني. تم حل الجمعية الوطنية ومجالس المقاطعات والدعوة إلى إجراء الانتخابات في 3 فبراير 1997. ونفت بوتو جميع التهم الموجهة إليها وقدمت التماسا للمحكمة العليا لإلغاء قرار عزلها. ومع ذلك، قضت المحكمة في يناير بوجود أدلة كافية تبرر الفصل قانونًا.

### الفلبين
استخدمت الفلبين النظام الرئاسي بشروط ثابتة في أغلب تاريخها. وهذا يعني أنه لا يمكن حل الكونجرس، ولا يمكن التذرع بـ «انتخابات مبكرة» كما هو مفهوم في ظل النظام البرلماني. ومع ذلك، أثناء رئاسة فرديناند ماركوس، بدأ الدستور من عام 1973، وطُبق لأول مرة في عام 1978، وضع البلاد تحت نظام الحكم شبه الرئاسي، حيث يمكن حل البرلمان. أثناء تطبيق هذا الدستور، لم يتم حل البرلمان، لكن ماركوس، الذي تم انتخابه في وقت سابق في عام 1981 لمدة ست سنوات، طلب من البرلمان نقل الانتخابات الرئاسية لعام 1987 إلى عام 1986، استجابة للاضطرابات الاجتماعية المتزايدة، والأزمة السياسية والأزمات الاقتصادية وعدم الاستقرار السياسي وتدهور السلام والنظام العام.
وهذا يعني أن مصطلح «انتخابات مبكرة» يشير إلى انتخابات 1986 الرئاسية. أعلن ماركوس نفسه الفائز الرسمي في الانتخابات، لكن أُطيح به في النهاية عندما شابت مزاعم التزوير الانتخابات. عاد دستور جديد تمت الموافقة عليه عام 1987 إلى النظام الرئاسي، مما يجعل إجراء انتخابات مبكرة أمرًا مستبعدًا. يتم إجراء الانتخابات الرئاسية كل ست سنوات، مع إجراء الانتخابات التشريعية كل ثلاث سنوات بما في ذلك الانتخابات النصفية.

### تايلاند
- الانتخابات العامة لعام 2006 : في عام 2005، أعيد انتخاب رئيس الوزراء ثاكسين شيناواترا وحزبه تاي راك تاي لولاية ثانية على التوالي عندما فازوا بأغلبية ساحقة في الانتخابات العامة بحصولهم على 375 مقعدًا من أصل 500 مقعد في البرلمان. هذه النتيجة أعطت حزبه سلطة تعديل الدستور منذ فوزه بأغلبية الثلثين. ولكن بعد عام واحد، في عام 2006، وجد أن ثاكسين كان ينغمس في ممارسات تجارية فاسدة في شركته للاتصالات السلكية واللاسلكية Shincorp. أدى ذلك إلى احتجاجات عنيفة في الشوارع في بانكوك نظمها منافسوه، من الحزب الديمقراطي، بقيادة زعيم المعارضة الرئيسي أبهيسيت فيجاجيفا، وطالبوا فيها باستقالته. قام ثاكسين بمجازفة ودعا إلى انتخابات مبكرة كان من المقرر إجراؤها في 2 أبريل 2006 حيث قاطعت جميع أحزاب المعارضة الرئيسية الاقتراع واختار أكثر من 50٪ من الناخبين عدم الإدلاء بأصواتهم. فاز ثاكسين بشكل افتراضي وحصل على جميع المقاعد الخمسمائة في مجلس النواب. بعد أشهر، ألغت المحكمة العليا نتائج الانتخابات وأمرت بإجراء انتخابات جديدة في غضون 100 يوم من تاريخ حكم المحكمة. ومع ذلك، تمت الإطاحة بتاكسين في انقلاب عسكري غير دموي، وأُجبر على النفي في الفلبين ودبي. بقي الجيش في السلطة حتى عام 2007 عندما تنحى وأجرى انتخابات عامة في ديسمبر من ذلك العام لاستعادة الديمقراطية.
- الانتخابات العامة لعام 2014: أصبحت ينجلوك شيناواترا، شقيقة ثاكسين شيناواترا، أول رئيسة وزراء لتايلاند في 3 أغسطس 2011 عندما فازت بانتخابات ساحقة في 3 يوليو 2011. ساد السلام تايلاند خلال العامين ونصف العام التاليين تحت حكم رئيسة الوزراء ينجلوك. عادت البلاد إلى أزمة سياسية أخرى في نوفمبر 2013 عندما طلب خصومها من رئيسة الوزراء وحكومة حزب Pheu Thai الاستقالة بعد أن حاولت تمرير قانون عفو مثير للجدل في البرلمان يسمح بعودة شقيقها ثاكسين كرجل حر. ومع ذلك، لم يتم تمرير مشروع القانون لأن الحكومة استسلمت لضغوط أسابيع من الاحتجاجات في الشوارع والحصار الذي حدث في بانكوك، والتي اشتدت قبل عيد ميلاد الملك. في 9 ديسمبر 2013، قررت رئيسة الوزراء ينجلوك شيناواترا حل البرلمان والدعوة لإجراء انتخابات عامة مبكرة، والتي عقدت في 2 فبراير 2014. جاء هذا الإعلان بعد يوم من استقالة جميع نواب الحزب الديمقراطي المعارض الرئيسي بقيادة زعيم المعارضة أبهيسيت فيجاجيفا، الذي قاطع الانتخابات بعد ذلك.

## أوروبا

### أرمينيا
أجريت الانتخابات البرلمانية المبكرة في أرمينيا في 9 ديسمبر 2018، حيث لم يتمكن أي من الأحزاب في الجمعية الوطنية من التقدم ثم انتخاب مرشح لمنصب رئيس الوزراء في فترة الأسبوعين بعد استقالة رئيس الوزراء نيكول باشينيان. كانت هذه أول انتخابات بعد ثورة 2018 وأول انتخابات مبكرة في البلاد.

### الجمهورية التشيكية
أُجريت الانتخابات العامة المبكرة في جمهورية التشيك يومي 25 و 26 أكتوبر 2013، قبل سبعة أشهر من انتهاء الولاية الدستورية للبرلمان المنتخب لمدة أربع سنوات.
كانت الحكومة التي انتخبت في مايو عام 2010 بقيادة رئيس الوزراء بيتر نيياس قد اضطرت إلى الاستقالة في 17 يونيو 2013، بعد فضيحة فساد ورشوة. بعد ذلك، تم تعيين حكومة انتقالية بقيادة رئيس الوزراء جيري روسنوك من قبل الرئيس، لكنها خسرت بفارق ضئيل تصويت الثقة في 7 أغسطس، مما أدى إلى استقالتها بعد ستة أيام. ثم أقر مجلس النواب اقتراحًا بحل نفسه في 20 أغسطس، مع دعوة لإجراء انتخابات جديدة في غضون 60 يومًا بعد الموافقة الرئاسية. أعطى الرئيس موافقته في 28 أغسطس، وتحديد موعد الانتخابات في 25 و 26 أكتوبر 2013.

### الدنمارك
تجري الانتخابات البرلمانية في الدنمارك كل أربع سنوات (المادة 32 من الدستور الدنماركي، القسم 1)؛ ومع ذلك، يمكن لرئيس الوزراء أن يختار الدعوة إلى انتخابات مبكرة في أي وقت، بشرط أن يكون أي برلمان منتخب قد جرى دعوته للانعقاد بالفعل مرة واحدة على الأقل. (مادة 32 من الدستور الدنماركي، قسم 2). إذا خسرت الحكومة أغلبيتها في البرلمان، فإن هذا لا يعد تصويتًا بحجب الثقة تلقائيًا، ولكن يمكن إجراء مثل هذا التصويت، وإذا خسرت، فإن الحكومة تدعو إلى انتخابات جديدة. تتمتع الدنمارك بتاريخ من حكومات الأقليات الائتلافية، وبسبب هذا النظام، فإن الحزب الذي يقدم عادةً الدعم البرلماني للحكومة القائمة بينما لا يكون جزءًا منها، يمكنه اختيار حرمان الحكومة من الأغلبية البرلمانية فيما يتعلق بتصويت محدد، ولكن في نفس الوقت تجنب الدعوة إلى انتخابات جديدة لأن أي تصويت بحجب الثقة يتم كإجراء منفصل.
وكانت الدنمارك قد واجهت عددًا من البرلمانات القصيرة جدًا في السبعينيات والثمانينيات. قاد رئيس الوزراء بول شلوتر سلسلة من حكومات الأقليات الائتلافية التي تدعو إلى إجراء انتخابات في كل من 1984 و 1987 و 1988 و 1990. وبالمثل، دعا أسلافه إلى انتخابات أعوام 1971 و 1973 و 1975 و 1977 و 1979 و 1981. لأكثر من 40 عامًا، لم يقضي أي برلمان دنماركي فترته الكاملة البالغة أربع سنوات، وفي جميع الحالات، دعا رئيس الوزراء إلى إجراء انتخابات في موعد سابق.
- الانتخابات العامة لعام 2007 : أعلن رئيس الوزراء أندرس فوغ راسموسن موعد الانتخابات في 24 أكتوبر 2007. أجريت الانتخابات في وقت مبكر بموجب القانون، حيث يجب إجراء الانتخابات قبل 8 فبراير 2009، بعد أربع سنوات من الانتخابات السابقة. وأوضح أندرس فوغ راسموسن أن الدعوة إلى انتخابات مبكرة للسماح للبرلمان بالعمل على مواضيع قادمة مهمة دون تشتيت انتباهه بانتخابات مستقبلية. وفي إشارة إلى إصلاح الرعاية الاجتماعية على وجه التحديد، قال إن الأحزاب المتنافسة ستحاول بعد ذلك التفوق على بعضها البعض بإصلاحات باهظة الثمن ستضر بالاقتصاد الدنماركي.

### فنلندا
يمكن لرئيس فنلندا أن يدعو إلى انتخابات مبكرة. وفقًا لنسخة دستور 2000 المعمول بها حاليًا، لا يمكن للرئيس القيام بذلك إلا بناءً على اقتراح من رئيس الوزراء وبعد التشاور مع الكتل البرلمانية، أثناء انعقاد مجلس النواب. في الإصدارات السابقة من الدستور، كان للرئيس سلطة القيام بذلك من جانب واحد.

### فرنسا
في فرنسا، في ظل الجمهورية الخامسة، بينما يتم انتخاب الجمعية الوطنية لمدة خمس سنوات، يتمتع الرئيس بسلطة حل الجمعية الوطنية والدعوة إلى انتخابات مبكرة، بشرط ألا يكون قد جرى حل الجمعية في الإثني عشر شهرًا السابقة. حيث تزامن الفترتين الرئاسية والبرلمانية إلى خمس سنوات في عام 2002، مما قلل من مخاطر المساكنة، لم تتم الدعوة إلى انتخابات مبكرة.
- الانتخابات البرلمانية لعام 1968 : دعا الرئيس آنذاك شارل ديغول إلى إجراء انتخابات مبكرة بعد احتجاجات مايو.
- الانتخابات البرلمانية لعام 1988 : بعد إعادة انتخاب فرانسوا ميتران في الانتخابات الرئاسية في ذلك العام، تمت الدعوة إلى انتخابات برلمانية مبكرة لمحاولة إنشاء أغلبية برلمانية لميتران من أجل إنهاء حكومة المساكنة. بينما حصل حلفاؤه على عدد كبير من المقاعد، كان لابد من تشكيل حكومة ائتلافية. حدث حل مماثل في عام 1981 بعد أول انتخابات لميتران.
- الانتخابات البرلمانية لعام 1997 : دعا الرئيس آنذاك جاك شيراك إلى إجراء انتخابات قبل عام من موعدها المقرر إجراؤها في محاولة لإيقاع أحزاب اليسار على حين غرة. جزئيًا بسبب عدم شعبية رئيس الوزراء، آلان جوبيه، تمكن ائتلاف من الأحزاب اليسارية من تشكيل حكومة، مما أدى إلى أطول فترة مساكنة في التاريخ الفرنسي الحديث. وهذه هي المرة الوحيدة التي يخسر فيها رئيس فرنسي انتخابات دعا إليها بمبادرة منه.

### ألمانيا
في جمهورية ألمانيا الاتحادية، يجب إجراء انتخابات البوندستاغ في غضون 46-48 شهرًا (كل أربع سنوات) بعد الجلسة الأولى للمجلس السابق. يجوزللرئيس الاتحادي حل المجلس قبل الأوان إذا خسرت الحكومة اقتراح الثقة (بناءً على طلب المستشار)، أو في حالة عدم إمكانية تشكيل حكومة أغلبية.
- الانتخابات الفيدرالية لعام 1972 : انتُخِب تحالف المستشار ويلي برانت بين الحزب الاشتراكي الديمقراطي والحزب الديمقراطي الحر في عام 1969 بأغلبية صغيرة نسبيًا من 20 مقعدًا. ثم خسرت الحكومة أغلبيتها بعد انتقال عدة من النواب إلى المعارضة بسبب علاقات التقارب في السياسة الخارجية، وخاصة الاعتراف بـ خط أودر-نيسي. وبالاستفادة من شعبية براندت الشخصية، أعيد انتخاب الحكومة بأغلبية قوية.
- الانتخابات الفيدرالية 1983 : أُطيح بحكومة المستشار هيلموت شميت في أكتوبر 1982 بعد أن تحول الحزب الديمقراطي الحر من التحالف مع الحزب الاشتراكي الديمقراطي إلى التحالف مع اتحاد CDU-CSU. على الرغم من أن غالبية النواب كانوا يدعمون حكومة المستشار الجديد هيلموت كول، فقد دعا إلى انتخابات مبكرة من أجل الحصول على تفويض صريح للحكم. وللقيام بذلك، فقد طالب نواب ائتلافه بالامتناع عن التصويت في اقتراح الثقة. كان هناك بعض الجدل حول هذه الخطوة وتم الطعن في القرار في المحكمة الدستورية، ولكن تمت الموافقة عليه. فازت حكومة كول في الانتخابات بخسارة صافية لمقعد واحد.
- الانتخابات الفيدرالية لعام 2005 : خشر المستشار غيرهارد شرودر عمدا اقتراح الثقة لإجراء انتخابات جديدة بعد سلسلة من الخسائر في انتخابات الولاية، والتي بلغت ذروتها مع ولاية شمال الراين وستفاليا، مما تسبب في حصول المعارضة على أغلبية واسعة في البوندسرات. كانت الحكومة تخشى أن يهدد نواب الحزب الاشتراكي الديمقراطي اليساري بعرقلة التشريعات. كما هو الحال مع حل عام 1983، تم الطعن فيه وتأييده في المحكمة الدستورية. أنتجت الانتخابات برلمانًا معلقًا بسبب المكاسب التي حققها حزب اليسار، مما أدى إلى تشكيل ائتلاف كبير بين CDU-CSU و SPD. خسر شرودر منصبه بسبب احتلال حزبه المرتبة الثانية في الانتخابات.

### اليونان
في عام 2012، عقدت اليونان انتخابات مبكرة في شهرين متتاليين. استقالت حكومة جورج باباندريو، المنتخبة في الانتخابات التشريعية لعام 2009، في نوفمبر 2011. وبدلاً من إجراء انتخابات مبكرة على الفور، تم استبدال الحكومة بحكومة وحدة وطنية لديها صلاحيات للتصديق على القرارات المتخذة مع دول منطقة اليورو الأخرى وصندوق النقد الدولي (IMF) وتنفيذها قبل ذلك بشهر. خدمت هذه الحكومة لمدة ستة أشهر.
أنتجت الانتخابات التشريعية في مايو 2012 برلمانًا متعثرًا وفشلت محاولات تشكيل حكومة. يوجه الدستور الرئيس إلى حل البرلمان المنتخب حديثًا لعدم قدرته على تشكيل حكومة. بعد عشرة أيام من الانتخابات، أعلن الرئيس إجراء انتخابات ثانية. أسفرت الانتخابات التشريعية في يونيو 2012 عن تشكيل حكومة ائتلافية.

### إيطاليا
في إيطاليا، كانت الانتخابات الوطنية المبكرة متكررة جدًا في التاريخ الحديث، سواء في ظل النظام الملكي أو في المرحلة الجمهورية الحالية. بعد تأسيس الجمهورية الإيطالية عام 1946، جرت أول انتخابات مبكرة في عام 1972 وآخرها عام 2008. بعد تغييرات كبيرة في نظام الانتخابات (في 1992-1993)، تراجعت وتيرة الانتخابات المبكرة بشكل طفيف منذ أن منحت اللوائح الجديدة استكمال فترتين من أربع فترات برلمانية. ومع ذلك، لا تزال الانتخابات المبكرة تلعب دورًا في النقاش السياسي كأدوات تراها الأحزاب السياسية والسلطة التنفيذية للترويج لأجندتها أو لاغتنام الزخم السياسي. لا توجد انتخابات سحب مقننة في اللوائح الانتخابية. الرئيس الإيطالي غير مطالب بالدعوة إلى انتخابات مبكرة، حتى إذا طلب رئيس الوزراء ذلك، بشرط أن يكون البرلمان قادرًا على تشكيل أغلبية عاملة جديدة (نفى الرئيس سكالفارو إجراء انتخابات مبكرة لرئيس الوزراء برلسكوني بعد فقدان الثقة في 1994).

### لوكسمبورغ
أجريت انتخابات عامة مبكرة في لوكسمبورغ في 20 أكتوبر 2013. تمت الدعوة للانتخابات بعد أن أعلن رئيس الوزراء جان كلود يونكر، الذي كان في ذلك الوقت أطول رئيس حكومة في الاتحاد الأوروبي، استقالته بسبب فضيحة تجسس تتعلق بخدمة استخبارات الدولة (SREL). وجدت المراجعة أنه قاصر في سيطرته على الخدمة.
بعد فضيحة تجسس تورطت فيها SREL بشكل غير قانوني في التنصت على السياسيين، والدوق الأكبر وعائلته، ومزاعم بالدفع مقابل خدمات الوصول إلى وزراء الحكومة والمسؤولين التي تسربت عبر الصحافة، قدم رئيس الوزراء يونكر استقالته إلى الدوق الأكبر في 11 يوليو 2013، بعد العلم بانسحاب حزب العمال الاشتراكي من الحكومة، وبالتالي فقد تأييد مجلس النواب. حث يونكر الدوق الأكبر على الحل الفوري للبرلمان والدعوة إلى انتخابات مبكرة.

### رومانيا
في رومانيا، بموجب دستور عام 1993، وفقًا للمادة 89، يمكن لرئيس رومانيا حل البرلمان إذا لم يتم تشكيل حكومة خلال 60 يومًا ورفض مقترحان لمنصب رئيس الوزراء.

### روسيا
في روسيا، بموجب دستور 1993، وفقًا للمادة 109، يجري انتخاب مجلس الدوما (مجلس النواب في البرلمان الفيدرالي) لمدة خمس سنوات، لكن الرئيس لديه سلطة حل مجلس الدوما والدعوة إلى انتخابات مبكرة. ومع ذلك، فإن هذه السلطة محدودة، ولا يمكنه استخدامها إلا في حالتين فقط: إذا رفض مجلس الدوما ثلاث مرات متتالية الموافقة على رئيس الوزراء، أو مرتين خلال ثلاثة أشهر تمرير اقتراح بحجب الثقة عن الحكومة.
- 2016 الانتخابات التشريعية في الواقع كانت مبكرة، حيث أُجريت قبل موعدها بثلاثة أشهر. ومع ذلك، فإن إجراء الانتخابات في وقت مبكر لم يكن بسبب حل مجلس الدوما، ولكن بسبب تأجيل يوم التصويت في اليوم الذي أجريت فيه الانتخابات الإقليمية. تمت الموافقة على الانتخابات المبكرة من قبل المحكمة الدستورية.[40][41]

### سلوفاكيا
جرت انتخابات عامة مبكرة في سلوفاكيا في 10 مارس 2012 لانتخاب 150 عضوًا في Národná rada. وجاءت الانتخابات في أعقاب سقوط ائتلاف رئيسة الوزراء السلوفاكية الديمقراطية والمسيحية - الاتحاد الديمقراطي بقيادة رئيسة الوزراء إيفيتا راديتشوفا - بقيادة الحزب الديمقراطي في أكتوبر 2011 بسبب تصويت بحجب الثقة خسرته حكومتها بسبب دعمها لصندوق الاستقرار المالي الأوروبي. في خضم فضيحة فساد كبرى تورط فيها سياسيون من يمين الوسط المحلي، فازت حركة رئيس الوزراء السابق روبرت فيتسو - الديمقراطية الاجتماعية بأغلبية مطلقة من المقاعد.

### سلوفينيا
أجريت الانتخابات البرلمانية لـ 90 نائبًا في الجمعية الوطنية لسلوفينيا في 4 ديسمبر 2011. كانت هذه أول انتخابات مبكرة في تاريخ سلوفينيا. أدلى 65.60٪ من الناخبين بأصواتهم. فاز في الانتخابات بشكل مفاجئ حزب سلوفينيا الإيجابية الذي ينتمي إلى يسار الوسط، بقيادة زوران يانكوفيتش. ومع ذلك، فقد فشل في أن يتم انتخابه رئيسًا للوزراء في الجمعية الوطنية، وتشكلت الحكومة الجديدة من قبل ائتلاف يميني من خمسة أحزاب، بقيادة يانيز جانشا، رئيس الحزب الديمقراطي السلوفيني الذي حصل على المركز الثاني. تتكون الجمعية الوطنية من 90 عضوًا، يتم انتخابهم لمدة أربع سنوات، و 88 عضوًا ينتخبهم نظام التمثيل النسبي لقائمة الحزب باستخدام طريقة هوندت، وعضوين منتخبين من قبل الأقليات العرقية (الإيطاليون والهنغاريين) باستخدام حساب بوردا.
كان من المقرر إجراء الانتخابات في السابق في عام 2012، بعد أربع سنوات من انتخابات عام 2008. ومع ذلك، في 20 سبتمبر 2011، سقطت الحكومة بقيادة بوروت باهور بعد تصويت بحجب الثقة.
كما هو منصوص عليه في الدستور، يتعين على الجمعية الوطنية أن تنتخب رئيس وزراء جديدًا في غضون 30 يومًا، ويجب أن يتم اقتراح مرشح من قبل أعضاء المجلس أو رئيس الدولة في غضون سبعة أيام بعد سقوط الحكومة. إذا لم يحدث ذلك، يحل الرئيس المجلس ويدعو إلى انتخابات مبكرة. أعرب قادة معظم الأحزاب السياسية البرلمانية عن رأيهم بأنهم يفضلون إجراء انتخابات مبكرة بدلاً من تشكيل حكومة جديدة.
وبما أنه لم يتم اقتراح أي مرشحين بحلول الموعد النهائي، أعلن الرئيس دانيلو تورك أنه سيحل الجمعية في 21 أكتوبر وأن الانتخابات ستجرى في 4 ديسمبر. وثار السؤال عما إذا كان بإمكان الرئيس حل الجمعية بعد سبعة أيام، في حالة عدم اقتراح أي مرشح. ولكن بما أن هذا الوضع غير مشمول بالدستور، فقد رحبت الأحزاب السياسية بقرار الرئيس بالانتظار لمدة 30 يومًا كاملة. تم حل الجمعية، وهو الأول في سلوفينيا المستقلة، في 21 أكتوبر، بعد دقيقة من منتصف الليل.

### إسبانيا
- الانتخابات العامة لعام 2011 : تم حل الكورتيس وإجراء الانتخابات العامة التي دعا إليها الملك خوان كارلوس الأول في 26 سبتمبر،[54] بناءً على طلب رئيس الوزراء خوسيه لويس رودريغيز ثاباتيرو، الذي كان قد أعلن بالفعل عن نيته الدعوة لإجراء انتخابات مبكرة في 28 يوليو.[55]
- الانتخابات العامة لعام 2016 : بعد عدم حصول أي حزب على الأغلبية في الانتخابات العامة لعام 2015 وما تلاها من مفاوضات أدت إلى مأزق سياسي، تمت الدعوة لإجراء انتخابات جديدة في 26 يونيو[56][57] - وهي المرة الأولى في التاريخ الإسباني الحديث التي يتم فيها إجراء انتخابات نتيجة فشل عملية تشكيل الحكومة.[58]

### السويد
تسمح أداة الحكومة (Regeringsformen) في دستور السويد بإجراء «انتخابات إضافية» (" extra val " باللغة السويدية). تستخدم الصياغة لتوضيح أنها لا تغير الفترة إلى الانتخابات العادية التالية، وأن أعضاء البرلمان المنتخبين يخدمون فقط ما تبقى من الدورة البرلمانية ذات الأربع سنوات.
تتم الدعوة للانتخابات من قبل الحكومة. كما تجرى الانتخابات إذا فشل البرلمان أربع مرات في انتخاب رئيس للوزراء. بخلاف ذلك، قد لا تتم الدعوة إلى انتخابات خلال الأشهر الثلاثة الأولى من الدورة الأولى لمجلس النواب بعد الانتخابات العامة. لا يجوز الدعوة للانتخابات من قبل رئيس الوزراء الذي استقال أو أُعفي من منصبه.
- أزمة الحكومة السويدية 2014 : في 3 ديسمبر 2014، أعلن رئيس الوزراء ستيفان لوفين أن الحكومة كانت تدعو إلى انتخابات مبكرة في 22 مارس 2015، بعد أن صوت البرلمان المنتخب في 14 سبتمبر 2014 ضد اقتراح الحكومة لميزانية الدولة لعام 2015.[59] ومع ذلك، لم يتم تنفيذ الترتيب النهائي للانتخابات المبكرة حيث توصل ستة من أصل ثمانية أحزاب برلمانية إلى اتفاق في 27 ديسمبر 2014 يسمى Decemberöverenskommelsen (اتفاقية ديسمبر).[60] تم حل الاتفاقية في عام 2015.

### أوكرانيا
في أوكرانيا، يجب أن تزيد نسبة إقبال الناخبين على الاستطلاع المبكر عن 50٪

### المملكة المتحدة
تم تقييد الشروط المتعلقة بإمكانية الدعوة إلى انتخابات مبكرة بشكل كبير بموجب قانون البرلمانات محددة المدة لعام 2011 (FTPA) وذلك في الحالات التي تفقد فيها الحكومة اقتراح الثقة أو عندما تصوت أغلبية ثلثي أعضاء البرلمان لصالحها. قبل ذلك، كان لرئيس وزراء المملكة المتحدة سلطة الأمر الواقع للدعوة إلى انتخابات متى شاء عن طريق طلب حل من الملك - وقد تم تحديد الظروف المحدودة التي لن يتم فيها منح ذلك في مبادئ لاسيليس.
خلال خريف 2019، كانت هناك ثلاث محاولات لإجراء انتخابات من خلال توفير FTPA لأغلبية الثلثين: فشلت جميعها. ثم تم تجاوز FTPA بالكامل من قبل البرلمان بسن قانون الانتخابات البرلمانية العامة المبكرة لعام 2019 الذي ينص على موعد محدد للانتخابات التالية: الانتخابات العامة في المملكة المتحدة لعام 2019. لم يتطلب هذا سوى أغلبية بسيطة، بسبب مبدأ السيادة البرلمانية: لا يمكن للبرلمان أن يمرر قانونًا لا يمكن تغييره أو عكسه من قبل برلمان مستقبلي.
تمت الدعوة إلى الانتخابات التالية بقرار طوعي من الحكومة بعد أقل من أربع سنوات على الانتخابات السابقة:
- الانتخابات العامة لعام 1923 : على الرغم من فوز المحافظين بأغلبية عاملة في مجلس العموم بعد فوز بونار لو في الانتخابات العامة لعام 1922، دعا ستانلي بالدوين إلى إجراء انتخابات بعد عام واحد فقط. سعى بالدوين للحصول على تفويض لرفع الرسوم الجمركية، التي وعد بالتصويت ضدها في الانتخابات السابقة، بالإضافة إلى رغبته في الحصول على تفويض شخصي للحكم وتعزيز موقعه داخل الحزب. جاء هذا بنتائج عكسية، حيث أسفرت الانتخابات عن برلمان معلق. بعد خسارة اقتراح الثقة في يناير 1924، استقال بالدوين وحل محله رامزي ماكدونالد، الذي شكل أول حكومة أقلية عمالية في البلاد بدعم ضمني من الحزب الليبرالي.
- الانتخابات العامة لعام 1931 : بعد انقسام حكومته حول كيفية التعامل مع الكساد الكبير، قدَّم رامزي ماكدونالد استقالته إلى الملك في أغسطس 1931. تم إقناعه بدلاً من ذلك بتشكيل حكومة وطنية مع المحافظين والليبراليين، مما أدى إلى طرده من حزب العمال. ثم قرر مجلس الوزراء الدعوة إلى الانتخابات للحصول على تفويض لإصلاح الاقتصاد. وكانت النتيجة فوز الحكومة الوطنية. تقلص عدد نواب حزب العمل، الذي تم إلقاء اللوم عليه بسبب هروبه من المسؤولية كحكومة في وقت حاجة الأمة، إلى 52 مقعدًا فقط وفقد زعيمه آرثر هندرسون مقعده.
- الانتخابات العامة لعام 1951 : على الرغم من حقيقة أن المحافظين كانوا يتقدمون في استطلاعات الرأي، دعا كليمنت أتلي إلى الانتخابات لزيادة أغلبية حكومته، والتي تم تخفيضها إلى خمسة مقاعد فقط في الانتخابات العامة السابقة. هُزم حزب العمال وعاد ونستون تشرشل إلى السلطة بأغلبية 17 مقعدًا.
- الانتخابات العامة لعام 1955 : بعد تقاعد ونستون تشرشل في أبريل 1955، تولى أنتوني إيدن زمام الأمور ودعا على الفور إلى إجراء انتخابات من أجل الحصول على تفويض لحكومته.
- الانتخابات العامة لعام 1966 : دعا هارولد ويلسون إلى الانتخابات بعد سبعة عشر شهرًا من فوز حزب العمال في الانتخابات العامة لعام 1964 بفارق ضئيل: لقد فازت الحكومة بأغلبية بالكاد قابلة للتطبيق من أربعة مقاعد، والتي تم تخفيضها إلى مقعدين بعد انتخابات ليتون الفرعية في يناير 1965. وحقق حزب العمال نصرا حاسما بأغلبية 98 مقعدا.
- الانتخابات العامة في فبراير 1974 : دعا رئيس الوزراء إدوارد هيث إلى إجراء الانتخابات من أجل الحصول على تفويض لمواجهة إضراب عمال المناجم. أسفرت الانتخابات بشكل غير متوقع عن برلمان معلق فاز فيه حزب العمال بفارق ضئيل بمقاعد أكثر، على الرغم من حصوله على أصوات أقل من المحافظين. استقال هيث وحل محله ويلسون، لأنه كان غير قادر على تشكيل ائتلاف مع الليبراليين.
- الانتخابات العامة في أكتوبر 1974 : بعد ستة أشهر من انتخابات فبراير، دعا ويلسون إلى انتخابات عامة أخرى في محاولة للفوز بأغلبية لحكومة الأقلية العمالية وحل المأزق. كان ويلسون ناجحًا، على الرغم من أن حزب العمل حصل فقط على أغلبية ضئيلة من 3 مقاعد.

اقترب جوردون براون من الدعوة إلى انتخابات مبكرة في خريف 2007. بعد أن فشل في القيام بذلك، تراجعت شعبيته وسلطته بشكل كبير وفقد السلطة في عام 2010.
تمت الدعوة إلى الانتخابات التالية من خلال تصويت في مجلس العموم نتج عنه أغلبية ثلثي أعضاء البرلمان، بموجب شروط قانون البرلمانات المحددة المدة لعام 2011 :
- في أبريل 2017، طلبت رئيسة الوزراء تيريزا ماي إجراء انتخابات عامة تمت الموافقة عليها في البرلمان بتصويت شبه إجماعي. كان هذا بعد وقت قصير من البدء الرسمي لعملية الانسحاب من الاتحاد الأوروبي (بريكست)، حيث قالت ماي إنها بحاجة إلى تفويض واضح لقيادة البلاد من خلال المفاوضات التي تلت ذلك، وتأمل في زيادة أغلبية حزبها المحافظ. كانت الانتخابات العامة لعام 2017 فاشلة بالنسبة لـ ماي، حيث خسر حزب المحافظين مقاعد، مما أدى إلى برلمان معلق.

جرت الانتخابات التالية بناءً على اقتراح بحجب الثقة ضد إرادة الحكومة:
- الانتخابات العامة لعام 1924 : اضطر رامزي ماكدونالد للدعوة للانتخابات بعد تصويت ناجح بحجب الثقة نتيجة لقضية كامبل. كانت هذه ثالث انتخابات عامة خلال ثلاث سنوات. وكانت النتيجة انتصاراً ساحقاً لبلدوين والمحافظين.
- الانتخابات العامة 1979 : أجريت هذه الانتخابات قبل ستة أشهر من آخر موعد ممكن. وذلك عندما خسرت حكومة الأقلية العمالية برئاسة جيمس كالاهان اقتراح الثقة، الذي اقترحه الحزب الوطني الاسكتلندي في أعقاب استفتاء نقل السلطة في اسكتلندا وتم قبوله من قبل المحافظين، بتصويت واحد. فاز المحافظون، بقيادة مارغريت تاتشر، بأغلبية المقاعد في الانتخابات.

#### الحكومات المفوضة
إدارات المملكة المتحدة المفوضة (جمعية أيرلندا الشمالية، البرلمان الاسكتلندي، والجمعية الويلزية؛ التي تأسست في 1998 و 1999 و 1998 على التوالي) يتم انتخابها أيضًا لفترات ثابتة في الحكومة (أربع سنوات قبل عام 2011، وخمس سنوات بعد ذلك)، ولكن إجراء انتخابات مبكرة لا يزال من الممكن في حالة وجود اقتراح بحجب الثقة أو ظروف خاصة أخرى.
- انتخابات جمعية أيرلندا الشمالية لعام 2017 : عقدت بعد عشرة أشهر من انتخابات الجمعية السابقة. بعد استقالة نائب الوزير الأول لشين فين مارتن ماكجينيس بسبب قضايا وفضائح مختلفة مع شركاء تحالف الحزب الديمقراطي الاتحادي التابع لحزبه، وما تلاه من رفض من شين فين لترشيح نائب وزير أول جديد، انهارت السلطة التنفيذية لأيرلندا الشمالية وصار وزير الدولة لشمال أيرلندا - جيمس بروكنشاير- ملزمًا قانونًا بالدعوة إلى انتخابات مبكرة لمحاولة استعادة حكومة فاعلة. جرت هذه الانتخابات في 2 مارس 2017. ظل الحزب الديمقراطي الاتحادي وشين فين أكبر حزبين بعد الانتخابات، لكنهما لم يتوصلا إلى اتفاق لتقاسم السلطة حتى يناير 2020.[63]